# Augustina
Augustina je ženské křestní jméno. Mužská podoba jména je Augustin. Pochází z latinského slova augustus (vznešený, majestátní). Zdrobněliny mohou být Augustka, Ogy, Gusta, Gusy, Gustina, Tina, Auga, Augustinka.

## Jiné varianty
- Italský: Agostina
- Španělský: Agustina
- Polsky: Augustyna
- Starořímsky: Augustina
- Slovinsky: Avgusta
- Nizozemsky: Gussie
- Francouzsky: Augustine
- Německy: Augusta, Augustine

## Známé nositelky
- Augusta, Gone, americké drama z roku 2006. Hrála jí Mika Boorem.
- Augustina, postava z Disneyho filmu Popelka.